# A591公路

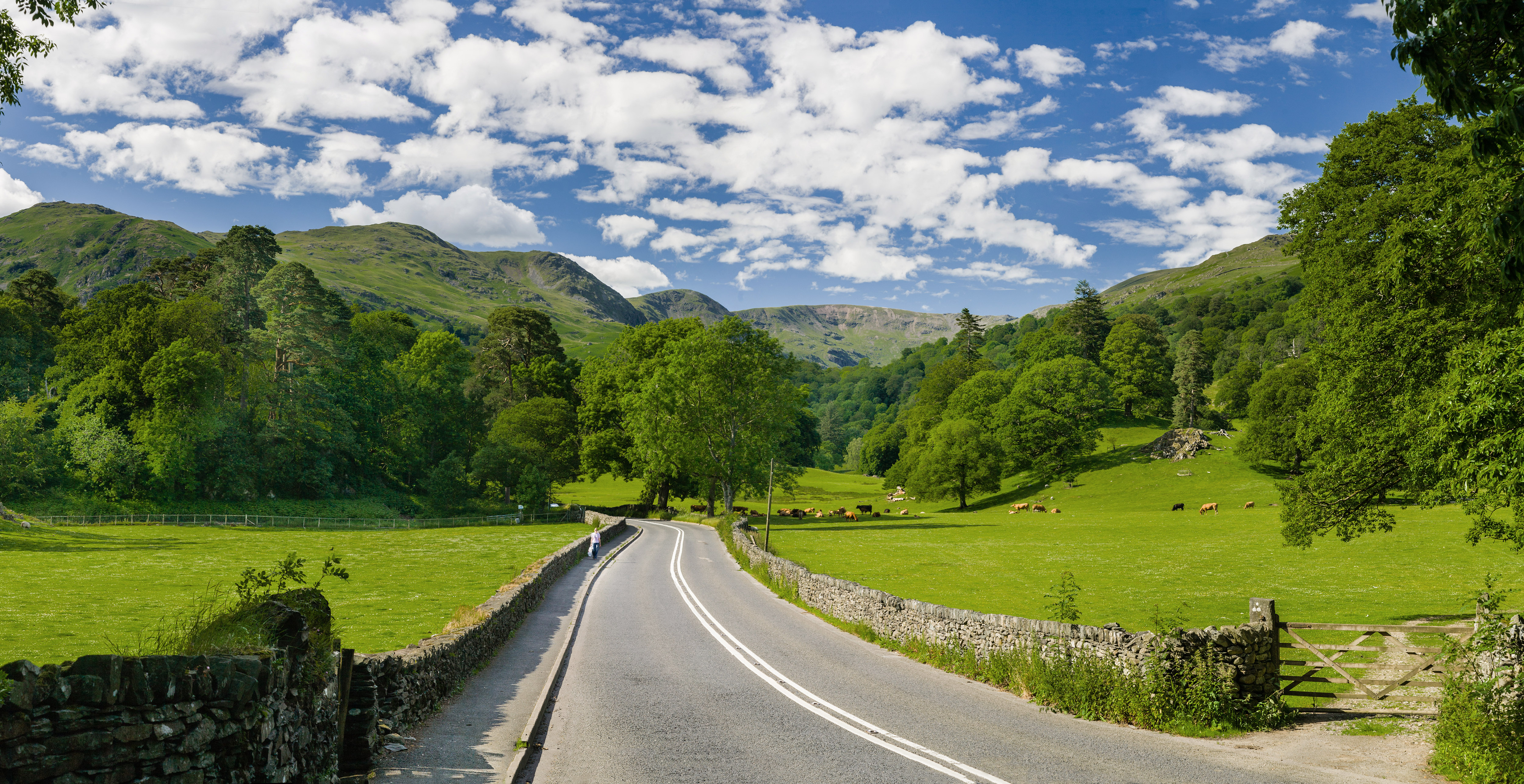
安布賽德和格拉斯米爾之间的A591

A591是英格兰西北部坎布里亚郡的一条主要道路，該道路几乎完全位于湖区国家公园内。道路於1971年8月29日开通。卫星导航公司Garmin2009年的一项民意调查顯示該道路的位於溫德米爾和凯西克之间的公路被评为英国最受欢迎的公路。